# Comté de Kempsey
Le comté de Kempsey (en anglais : Kempsey Shire) est une zone d'administration locale située dans l'État de Nouvelle-Galles du Sud en Australie.

## Géographie
Le comté s'étend sur 3 380 km2 dans la région de Mid North Coast, au nord-est de la Nouvelle-Galles du Sud, et s'ouvre à l'est sur la mer de Tasman. Il est traversé par la Pacific Highway et la North Coast Railway.
Il comprend les villes de Kempsey et South West Rocks, ainsi que les localités d'Aldavilla, Arakoon, Crescent Head, Dondingalong, Hat Head, Jerseyville, New Entrance, Oceanside et South Kempsey.

## Histoire
Le comté est créé le 1er octobre 1975 par la fusion de la municipalité de Kempsey avec le comté de Macleay, lui-même fondé en 1906.

## Démographie
La population s'élevait à 28 134 habitants en 2011 et à 28 885 habitants en 2016. Les Aborigènes représentent plus de 11 % de la population alors que la moyenne nationale est de 2,5 %.

## Politique et administration
Le conseil comprend le maire et huit membres élus pour quatre ans. À la suite des élections du 4 décembre 2021, le conseil est formé de huit indépendants, dont le maire, et d'un vert.

### Liste des maires
| Période                                  | Période           | Identité           | Étiquette    | Qualité |
| ---------------------------------------- | ----------------- | ------------------ | ------------ | ------- |
| Les données manquantes sont à compléter. |                   |                    |              |         |
| 30 septembre 2008                        | 20 septembre 2011 | John Bowell        |              |         |
| 20 septembre 2011                        | janvier 2022      | Elizabeth Campbell | Indépendante |         |
| 21 janvier 2022                          | en cours          | Leo Hauville       | Indépendant  |         |